# Svanatjärnen (Vilhelmina socken, Lappland, 715367-157140)
Svanatjärnen är en sjö i Vilhelmina kommun i Lappland och ingår i Ångermanälvens huvudavrinningsområde. Sjön har en area på 0,055 kvadratkilometer och ligger 403,1 meter över havet. Sjön avvattnas av vattendraget Farfarstjärnbäcken.

## Delavrinningsområde
Svanatjärnen ingår i det delavrinningsområde (715304-157030) som SMHI kallar för Inloppet i Farfarstjärnen. Medelhöjden är 414 meter över havet och ytan är 17,89 kvadratkilometer. Det finns inga avrinningsområden uppströms utan avrinningsområdet är högsta punkten. Farfarstjärnbäcken som avvattnar avrinningsområdet har biflödesordning 3, vilket innebär att vattnet flödar genom totalt 3 vattendrag innan det når havet efter 239 kilometer. Avrinningsområdet består mestadels av skog (56 procent) och sankmarker (37 procent). Avrinningsområdet har 0,06 kvadratkilometer vattenytor vilket ger det en sjöprocent på 0,3 procent.